# 제프 이마다

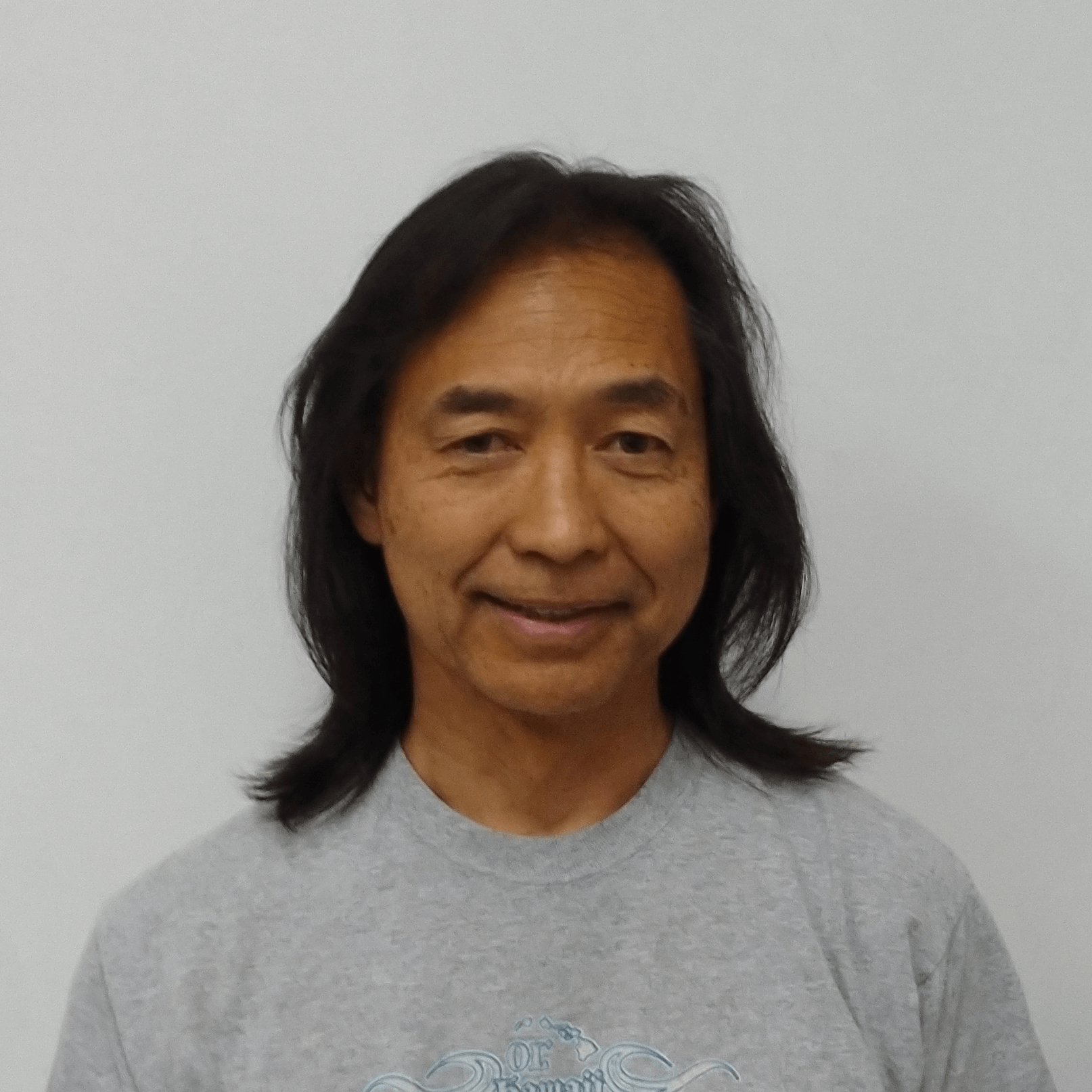

제프 이마다(Jeff Imada, 1955년 6월 17일 ~ )는 미국의 무술가, 배우, 스턴트 배우, 감독이다. 절권도, 에스크리마, 태권도, 당수도, 공수도, 소림쿵후, 시스테마, 권투 등을 연마하였다.
잉글우드에서 태어났다.

## 출연 작품
- 더 블레이디드 핸드: 더 글로벌 임팩트 오브 더 필리피노 마샬 아츠 (2012년)
- 플래닛 테러 (2007년) - 스턴트 역
- 슬레지: 디 언톨드 스토리 (2005년)
- 리틀 니키 (2000년)
- 페이백 (1999년)
- 리썰 웨폰 4 (1998년)
- LA 탈출 (1996년)
- 더블 드래곤 (1994년)
- 어둠의 전사 (1991, Night of the Warrior)
- 레더 자켓 (1992년)
- 어둠의 전사 (1991년)
- LA 대지진 특급 (1990년)
- 우주 특명 (1989년)
- 패티 허스트 (1988년)
- 빅 트러블 (1986년)
- 스피드 (1984년)
- 나이스 드림스 (1981년)